# Eugenia pardensis
Eugenia pardensis är en myrtenväxtart som beskrevs av Otto Karl Berg. Eugenia pardensis ingår i släktet Eugenia och familjen myrtenväxter. Inga underarter finns listade i Catalogue of Life.